# Ipameri (ort)
Ipameri är en ort i Brasilien.   Den ligger i kommunen Ipameri och delstaten Goiás, i den sydöstra delen av landet, 220 km söder om huvudstaden Brasília. Ipameri ligger 773 meter över havet och antalet invånare är 18 607.
Terrängen runt Ipameri är platt.
Omgivningarna runt Ipameri är huvudsakligen savann. Runt Ipameri är det mycket glesbefolkat, med 7 invånare per kvadratkilometer.